# Establecimiento permanente
Un establecimiento permanente de una sociedad extranjera es una figura del Derecho fiscal internacional al que la ley de un país le atribuye personalidad fiscal y somete a tributación en ese país.
En el ámbito de la tributación de las rentas empresariales de personas jurídicas y físicas no residentes, los convenios internacionales establecen el derecho de un Estado a gravar determinadas rentas empresariales que se obtienen en ese Estado por un no residente, a través de un establecimiento permanente, entendiéndose este como aquel lugar fijo de negocios mediante el cual una empresa realiza todo o parte de su actividad.
Un establecimiento permanente se diferencia de una entidad filial de una empresa extranjera ya que carece de personalidad jurídica distinta de la propia de la matriz de la empresa que opera desde el extranjero, aunque al establecimiento se le atribuye una cierta personificación fiscal, en la medida en que recibe un tratamiento autónomo, como si fuera una empresa distinta de aquella de la que forma parte.
Los requisitos que han de darse para considerar la existencia de un establecimiento permanente son: la existencia de un «lugar de negocios», este lugar de negocios debe ser «fijo» y por último a través de este lugar de negocios deben «llevarse a cabo las actividades de la empresa». Constituyen supuestos de establecimiento permanente según el modelo de Convenio de doble imposición de la OCDE, los lugares o actividades tales como sedes de dirección, sucursales, oficinas, fábricas, talleres, minas, pozos de petróleo o gas, canteras así como las obras de construcción, instalación y montaje, si su duración es superior a 12 meses.
Así por ejemplo, la normativa española entiende que una persona física o entidad opera mediante establecimiento permanente en España, cuando por cualquier título disponga en éste, de forma continuada o habitual, de instalaciones o lugares de trabajo de cualquier índole, en los que realice toda o parte de su actividad, o actúe en él por medio de un agente autorizado para contratar, en nombre y por cuenta del contribuyente, que ejerza con habitualidad dichos poderes.
También puede considerarse establecimiento permanente un lugar fijo de negocios, agente dependiente,  comisionista  en  nombre  propio,  reestructuraciones  empresariales,  asentamiento complejo operativo, estructura empresarial sustancial.
Adicionalmente , se debe considerar los progresos en globalización así como la alta dinámica de los negocios en la economía digital, con negocios o empresas que se desempeñan en la nube, en donde no es fácil la tarea de ubicar al establecimiento permanente, para ello la OCDE, dentro del desarrollo de las acciones para evitar la erosión de la base imponible BEPS por sus siglas en inglés, dentro de las cuales la Acción no. 1 tiene un amplio contexto y directrices sobre la ECONOMIA DIGITAL, dentro de ello se establece los retos sobre el establecimiento permanente en la era de la economía digital, más información en https://www.oecd.org/ctp/Action-1-Digital-Economy-ESP-Preliminary-version.pdf

## Historia del concepto
El concepto de establecimiento permanente tiene uno de sus precedentes a mediados del siglo XIX, dentro de la normativa comercial de Prusia, de la que derivó a principios del siglo XX, a los trabajos de la Sociedad de Naciones sobre los principios que deberían regular las normas internacionales sobre la doble tributación de la renta, de la que es heredera el concepto de establecimiento permanente contenido en los modelos de Convenio para evitar la doble imposición de la OCDE.